# غرانت بيري
غرانت بيري (بالإنجليزية: Grant Perry)‏ هو لاعب اتحاد الرغبي نيوزلندي، ولد في 26 مايو 1953 في كرايستشرش في نيوزيلندا.